# Карфанья, Мара
Мария Розария (Мара) Карфанья (итал. Maria Rosaria (Mara) Carfagna; родилась 18 декабря 1975 года в Салерно) — итальянский политик, в прошлом фотомодель и телеведущая, министр по вопросам равных возможностей в IV правительстве Берлускони (2008—2011). В 2006 году была избрана в палату депутатов Италии от партии «Вперёд, Италия», а 8 мая 2008 года вошла в состав кабинета министров Сильвио Берлускони. Министр по делам Юга Италии и развитию регионов (2021—2022).

## Биография
В 1997 году Мара Карфанья участвовала в конкурсе красоты Мисс Италия и заняла на нём шестое место. Она окончила юридический факультет Университета Салерно в 2001 году. В начале 2000-х годов Карфанья стала работать ведущей в нескольких телепрограммах медиа-компании Mediaset, основателем и одним из владельцев которой является Сильвио Берлускони. Параллельно Мара продолжала карьеру фотомодели, в том числе снималась топлес для журнала Maxim.
В 2006 году Карфанья была избрана в палату депутатов Италии от партии «Вперёд, Италия», в 2008 году была переизбрана. В январе 2007 года Берлускони неудачно пошутил, когда сказал, что с удовольствием женился бы на Карфанье, если бы не был женат. Супруга Берлускони, Вероника Ларио, через итальянскую прессу потребовала от мужа извинений, которые он в итоге принёс.
8 мая 2008 года Сильвио Берлускони назначил Карфанью министром по вопросам равных возможностей в сформированном им правительстве, она стала одной из четырёх женщин-министров в четвёртом кабинете Берлускони. Вскоре после назначения министром Карфанья подверглась критике со стороны борцов за права сексуальных меньшинств, когда не разрешила проведение гей-парада в июне того же года, поскольку не считает, что геи подвергаются дискриминации. Её первой крупной инициативой на посту стал закон, криминализирующий уличную проституцию.
Вице-президент Итальянской палаты депутатов (2018—2021).
13 февраля 2021 года принесло присягу правительство Драги, в котором Карфанья была назначена министром без портфеля по делам Юга Италии и развитию регионов.
22 октября 2022 года было сформировано правительство Мелони, в котором Карфанья не получила никакого назначения.